# Flanco (electrónica)

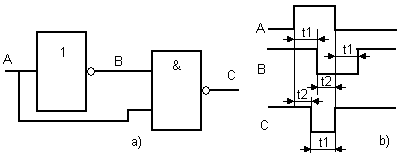
Circuito detector de flanco de subida, a), y cronograma b).

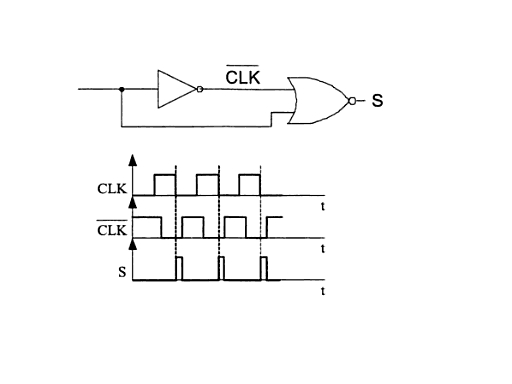
Circuito detector de flanco de bajada.

En una señal digital, se denomina flanco a la transición del nivel bajo al alto (flanco de subida) o del nivel alto al bajo (flanco de bajada).
En la siguiente figura se representa un circuito detector de flancos típico, junto con su cronograma. Su funcionamiento es como sigue:
Al pasar la señal A de bajo a alto, tras el retardo, t1, propio por la puerta NO, su salida, B, conmutará a bajo. Pero durante dicho retardo, ambas entradas de la puerta NO Y quedan a alto, lo que hará que, transcurrido su tiempo de retardo, t2, su salida proporcione un impulso negativo de duración t1. De este modo se indica que en la entrada A se ha producido un flanco de subida.
En la segunda figura se puede observar un detector de flanco de bajada. Este envía un pulso positivo ante un flanco de bajada en la entrada.
Algunos circuitos digitales (biestables, contadores, registro de desplazamiento, etc.) poseen entradas de sincronismo que se activan por flancos.
En la figura dos el flanco de bajada es detectado por el retardo que realiza la compuerta not así cuando a la entrada haya uno las dos entradas de la or negada serán uno y cero, por tanto la salida será de cero, pero en el momento en que la entrada sea de cero la conexión directa que hay a la or negada nos dará un cero inmediato en una de sus entradas, mientras que por el retardo que presenta la not también tendremos un cero y esto nos generará un uno a la salida por unos momentos, o sea la detección del flanco de bajada.